# بيير لاكروا
بيير لاكروا هو لاعب هوكي الجليد كندي، ولد في 11 أبريل 1959 في مدينة كيبك في كندا.

## وصلات خارجية
- بيير لاكروا على موقع دوري الهوكي الوطني (الإنجليزية)
- بيير لاكروا على موقع EliteProspects.com (الإنجليزية)
- بيير لاكروا على موقع Eurohockey.com (الإنجليزية)
- بيير لاكروا على موقع HockeyDB.com (الإنجليزية)
- بيير لاكروا على موقع Hockey-Reference.com (الإنجليزية)